# Безмікросхемна радіочастотна ідентифікація
Безмікросхемна радіочастотна ідентифікація — це технологія RFID, для якої не потрібно мікросхему у передавачі.
RFID надають більший діапазон і здатність бути автоматизованою, на відміну від штрих-кодів, які вимагають від людини оператора для зчитування. Основним викликом їх для їх прийняття є вартість RFID. Розробка та виготовлення ASIC, необхідних для RFID, є основною складовою їх вартості, тому видалення інтегральної схеми взагалі може значно знизити його вартість. Основними проблемами при проектуванні безмікросхемного RFID є кодування та передача даних.

## Розробка безмікросхемних тегів RFID

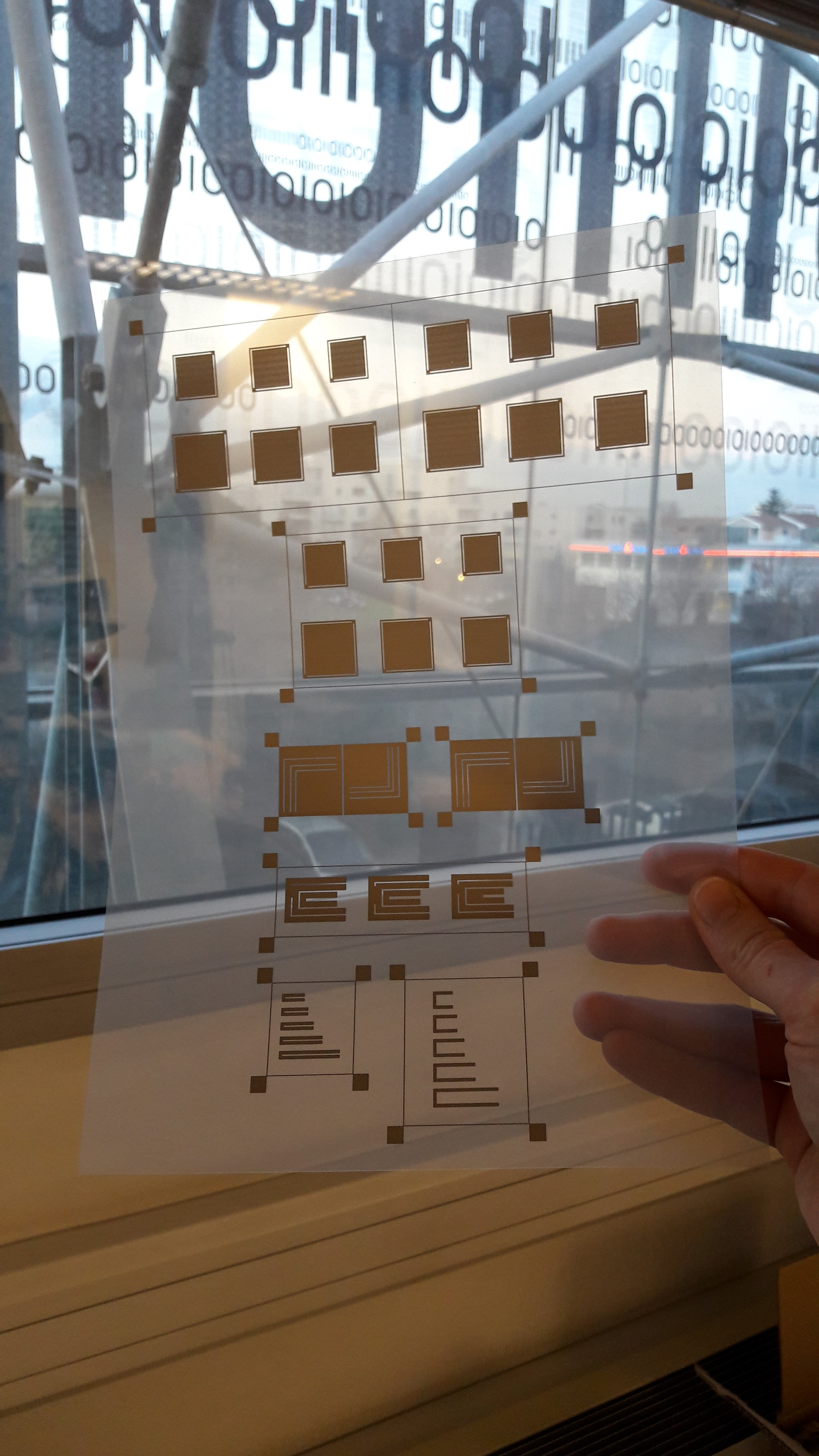
Безмікросхемний тег, надрукований струменевим принтером провідними чорнилами.

Щоб зрозуміти розробку бездієвих тегів RFID, важливо переглянути їх у порівнянні з класичними RFID та штрих-кодом. RFID виграє від дуже широкого спектру функціональних можливостей, пов'язаних із використанням радіочастотних хвиль для обміну даними. Отримання ідентифікатора (ID) стає набагато простішим, і можливі масові зчитування, всі теги містять інформацію, яку можна змінити. Ці функції неможливо реалізувати за допомогою штрих-коду, але насправді 70 % виробів, виготовлених у всьому світі, обладнані ним. Причини цього ентузіазму прості: штрих-код працює дуже добре і надзвичайно дешево, як етикетка, так і зчитувач. Ось чому штрих-коди залишаються беззаперечним еталоном з точки зору ідентифікації, із співвідношенням ціни та простоти використання, яке залишається незрівнянним.
Також вірно, що RFID вносить інші важливі функціональні можливості, і тому питання полягає в тому, щоб уявити технологію, засновану на ВЧ-хвилях, як вектор зв'язку, який би зберіг деякі переваги штрих-кодів. Прагматично кажучи, центральним моментом залишається питання системної вартості, і особливо тегів, які повинні вироблятися у великій кількості. Через наявність електронних схем ці мітки мають вартість, якою не можна знехтувати, яка набагато вища, ніж у штрих-кодів. Тому логічно, що просте рішення полягає у створенні безмікросхемних RF-міток. Висока вартість міток RFID насправді є однією з основних причин того, що RFID рідко використовуються на ринку бирок для широко розповсюджених товарів, ринок, який налічує десятки тисяч мільярдів проданих одиниць на рік. На цьому ринку широко використовуються оптичні штрих-коди.
Однак, технічно кажучи, RFID з мікросхемою пропонує значні переваги, включаючи збільшену відстань зчитування та можливість виявлення цілі поза полем зору, незалежно від її положення. Концепція безчипової RF-етикетки була розроблена з ідеєю конкурувати зі штрих-кодами в певних областях застосування. RFID має багато аргументів на свою користь з точки зору функціональності, єдиною проблемою залишається ціна. Штрих-код не пропонує жодної іншої функції, крім відновлення ідентифікатора; однак, ця технологія перевірена часом, широко поширена і має надзвичайно низьку вартість.
Безмікросхемна RFID також має вагомі аргументи з точки зору функціональності. Деякі функціональні можливості — це погіршені версії того, що може робити RFID (діапазон читання / гнучкість зчитування зменшуються …), інші, здається, є ще більш актуальними для безмікросхемних RFID (розрізнюваність, цілісність тегу товару). Головною перевагою є вартість міток без чіпів. Порівняно зі штрих-кодами, безмікросхемна технологія повинна мати інші функції, які неможливо реалізувати за допомогою оптичного підходу, залишаючись при цьому дуже дешевим підходом, тобто потенційно доступним для друку. Ось чому можливості запису, перезапису та сенсорні можливості є вирішальними для масштабного розвитку такої технології. Наприклад, зараз з нетерпінням чекають на розробку дуже дешевих сенсорних тегів — для застосування.

## Принципи роботи

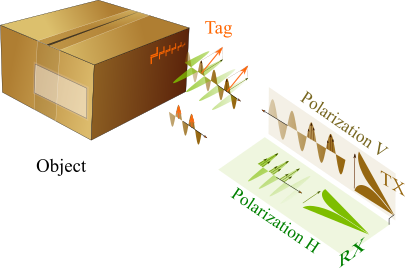
Принцип роботи безмікросхемної радіочастотної ідентифікації. A. Vena, E. Perret, and S. Tedjini, 2013.

Як і різні існуючі технології RFID, безмікросхемні мітки RFID пов'язані з певним RF-зчитувачем, який опитує мітку і відновлює інформацію, що міститься в ній. Принцип роботи зчитувача заснований на випромінюванні певного електромагнітного сигналу до мітки та прийманні сигналу, відбитого міткою. Обробка отриманого сигналу — особливо через етап декодування — дозволяє відновити інформацію, що міститься в мітці.
Однак безмікросхемні RFID-мітки принципово відрізняються від RFID-міток. У останньому випадку зчитувач надсилає конкретний кадр до мітки відповідно до класичної двійкової схеми модуляції. Мітка демодулює цей сигнал, обробляє запит, можливо, записує дані в свою пам'ять і відправляє відповідь, модулюючи її вміст. Безмікросхемні RFID-мітки, навпаки, функціонують без протоколу зв'язку. Вони використовують мережу дипольних антен, які налаштовані на різні частоти. Зчитувач генерує сигнал зі зміною частоти та сканує наявність провалів сигналу. Кожна дипольна антена може кодувати один біт. Розмах частоти визначатиметься довжиною антени. Їх можна розглядати як радіолокаційні цілі, що мають певний, нерухомий часовий або частотний підпис. За допомогою цієї технології віддалене зчитування ідентифікатора складається з аналізу радіолокаційного підпису мітки.
В даний час однією з головних проблем технології без мікросхем є надійність розпізнавання тегів у різних середовищах. Даремно намагатися збільшити кількість інформації, яку може мати безмікросхемна мітка, якщо ідентифікатор мітки неможливо прочитати належним чином у реальному середовищі та без складних методів калібрування. Виявлення безмікросхемної мітки в зашумлених середовищах набагато складніше, ніж у звичайної RFID мітки через відсутність модуляції в часі, тобто відсутність двох різних станів у сигналі, який випромінюється у відповідь.

### На хімічній основі

#### Самогенеруючі керамічні суміші
У 2001 р. центр Roke Manor Research оголосив про матеріали, які при переміщенні випромінюють характерне випромінювання. Вони можуть бути використані для зберігання декількох бітів даних, які кодують присутність або відсутність певних хімічних речовин.

### Біосумісне чорнило
Сомарк використовував діелектричний штрих-код, який можна прочитати за допомогою мікрохвиль. Діелектричний матеріал відбиває, пропускає і розсіює падаюче випромінювання; різне положення та орієнтація цих смуг по-різному впливає на падаюче випромінювання і, таким чином, кодує просторове розташування у відбитій хвилі. Діелектричний матеріал може диспергуватися в рідині для створення діелектричної фарби. В основному їх використовували як мітки для худоби, яку «фарбували» за допомогою спеціальної голки. Чорнило може бути видимим або невидимим відповідно до природи діелектрика. Робоча частота мітки може бути змінена за допомогою різних діелектриків.

#### Нанометричні чорнила CrossID
Ця система використовує змінне магнітне поле. Матеріали резонують при різних частотах при збудженні випромінюванням. Зчитувач аналізує спектр відбитого сигналу для ідентифікації матеріалів. Знайдено 70 різних матеріалів. Присутність або відсутність кожного матеріалу може використовуватися для кодування біта, що дозволяє кодувати до 270 унікальних двійкових рядка. Вони працюють на частотах від трьох до десяти гігагерц.

### Пасивна антена
У 2004 році Tapemark оголосила безмікросхемну RFID, яка матиме лише пасивну антену діаметром всього 5 мкм. Антена складається з дрібних волокон, які називаються нанорезонансними структурами. Просторова різниця в структурі кодує дані. Зчитувач відправляє когерентний імпульс і зчитує шаблон інтерференції, який він декодує для ідентифікації мітки. Вони працюють від 24 ГГц до 60 ГГц. Пізніше Tapemark покинула цю технологію.

### На основі магнетизму

#### Програмований магнітний резонанс
Пристрої Sagentia акустомагнітні. Вони використовують резонансні особливості магнітно-м'яких  магнітострикційних матеріалів та здатність магніто-твердих матеріалів зберігати дані. Дані записуються на картку за допомогою контактного методу. Резонанс магнітострикційного матеріалу змінюється даними, що зберігаються у магніто-твердому матеріалі. Гармоніка може бути включена або відключена відповідно до стану магніто-твердого матеріалу, таким чином кодуючи стан пристрою як спектральну сигнатуру. Мітки, створені Sagentia для AstraZeneca, належать до цієї категорії.

### Магнітні позначення даних
Технологія Flying Null використовує ряд пасивних магнітних структур, подібно до ліній, що використовуються у звичайних штрих-кодах. Ці конструкції виготовлені з магнітно-м'якого матеріалу. Зчитувач містить два постійних магніти з подібними полюсами. Отримане магнітне поле має об'єм нульовою напруженістю у центрі. Додатково застосовується запитувальне випромінювання. Магнітне поле, яке створює зчитувач, таке, що воно приводить магнітно-м'який матеріал до насичення, за винятком випадків, коли він попадає у об'єм з нульовою напруженістю. Коли в цьому об'ємі магнітно-м'який матеріал взаємодіє з запитуючим випромінюванням, він таким чином видає положення магнітно-м'якого матеріалу. Може бути досягнута просторова роздільна здатність більше 50 мкм.

### Поверхнева акустична хвиля

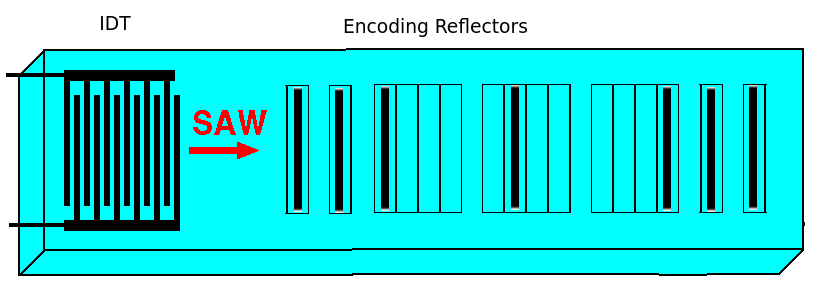
Ілюстрація простого кодування у RFID на поверхневій акустичній хвилі 013 по основі числення 4. Перший і останній відбивачі використовуються для калібрування. Другий і другий з кінця для виявлення помилок. Дані кодуються в трьох останніх групах. Кожна група містить 4 слоти та порожній слот, за яким слідує інша група.

Пристрої на поверхневих акустичних хвилях складаються з п'єзоелектричного кристалоподібного ніобату літію, на якому перетворювачі виготовляються за допомогою одношарової фотолітографічної технології. Перетворювачами зазвичай є зустрічно-штирьовий перетворювач (ЗШП), які мають двозубу гребінчасту структуру. Для прийому та передачі до ЗШП прикріплена антена. Перетворювачі перетворюють падаючу радіохвилю на поверхневі акустичні хвилі, які рухаються по поверхні кристала, поки не досягнуть кодуючих відбивачів, які відбивають деякі хвилі і передають решту. ЗШП збирає відбиті хвилі і передає їх зчитувачу. Перший і останній відбивачі використовуються для калібрування, оскільки на реакцію можуть впливати фізичні параметри, такі як температура. Пара відбивачів також може використовуватися для виправлення помилок. Відбиття збільшуються в розмірах від найближчого до найдальшого від ЗШП, щоб врахувати втрати внаслідок попередніх відбивачів та ослаблення хвилі. Дані кодуються за допомогою фазово-імпульсної модуляції . Кристал логічно розділений на групи, так що кожна група зазвичай має довжину, рівну оберненій смузі пропускання. Кожна група розділена на слоти однакової ширини. Відбивач може бути розміщений у будь-якому прорізі. Останній слот у кожній групі зазвичай не використовується, залишаючи n-1 позиції для відбивача, таким чином кодуючи n-1 стан. Швидкість повторення PPM дорівнює пропускній здатності системи. Положення прорізу відбивача може використовуватися для кодування фази. Залежність від температури пристроїв означає, що вони також можуть виконувати функцію датчиків температури.

### Ємнісно налаштовані роздільні мікросмугові резонатори
Вони використовують мережу дипольних антен, які налаштовані на різні частоти. Зчитувач генерує сигнал з розгорткою частоти та сканує наявність провалів сигналу. Кожна дипольна антена може кодувати один біт. Розмах частоти визначатиметься довжиною антени.

## Нові тренди

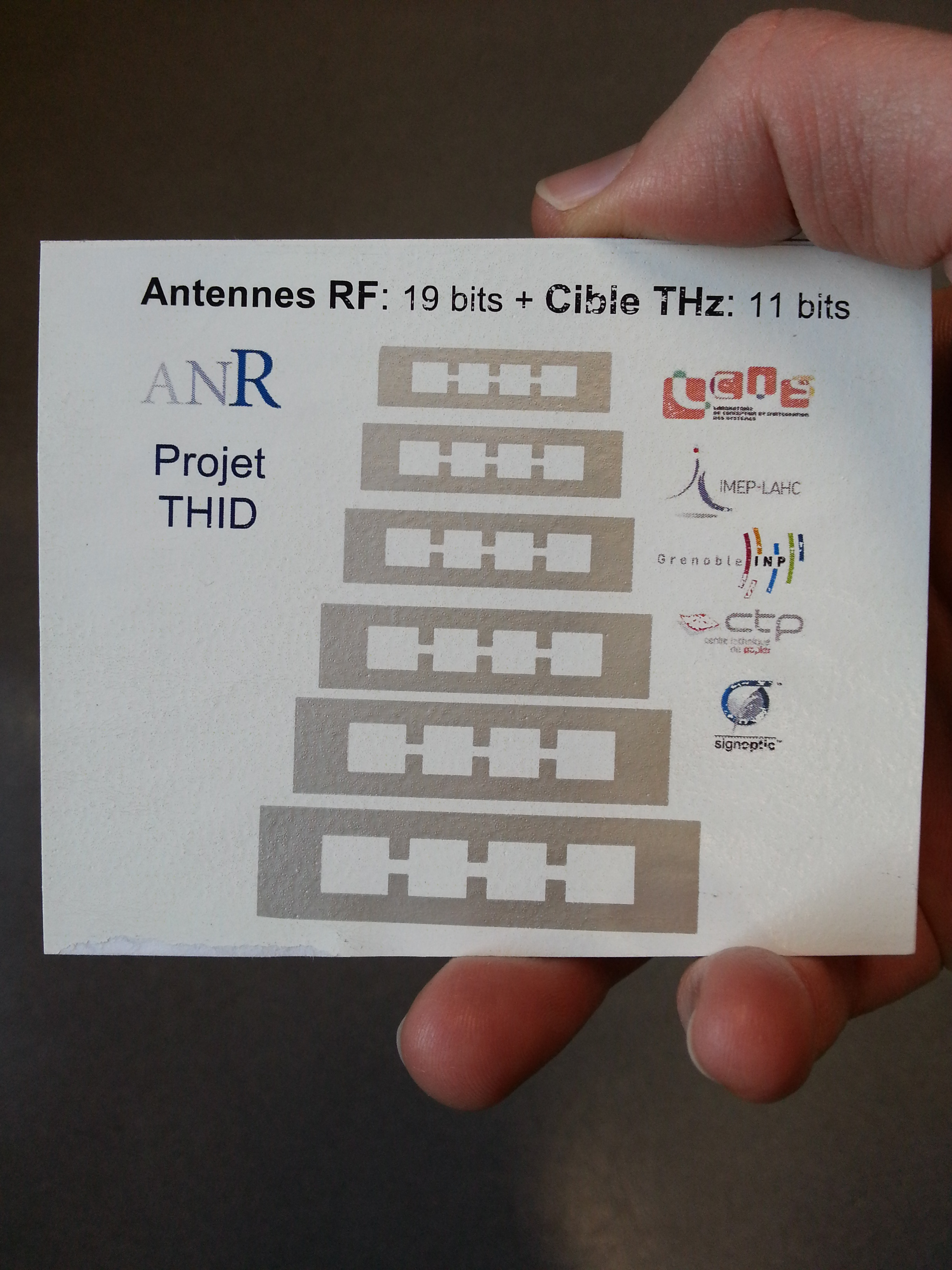
Паперова безмікросхемна мітка, надрукована технікою флексографії.

За останні кілька років було зроблено багато удосконалень у системах зв'язку, заснованих на електронних пристроях, де інтегральна схема є основою всієї системи. Демократизація таких систем на основі чіпів, таких як RFID, породила екологічні проблеми.
Останнім часом нові дослідницькі проекти, такі як Європейська дослідницька рада фінансує проект ScattererID, який запровадив парадигму системи радіочастотного зв'язку, що базується на безструмних етикетках, де можна додати нові корисні функції. За порівняних витрат зі штрих-кодом, ці ярлики повинні виділятися, надаючи більше функціональних можливостей, ніж оптичний підхід. Завдання проекту ScattererID [Архівовано 18 грудня 2020 у Wayback Machine.] полягає в тому, щоб показати, що можна пов'язати безмікросхемний ідентифікатор етикетки з іншими функціями, такими як можливість писати та переписувати інформацію, пов'язувати ідентифікатор із функцією датчику та пов'язати ідентифікатор із розпізнаванням жестів.
Можливість проектування реконфігуруваних та недорогих міток передбачає розробку оригінальних підходів на передньому краї прогресу, таких як використання CBRAM від мікроелектроніки, що дозволяє досягти реконфігуруваних елементів на основі нано-перемикачів.